# ملعب آرينا داس دوناس
 ملعب آرينا داس دوناس هو ملعب لكرة القدم التي صممها شركة بوبولوس(سابقا هوك سبورت الملعب الحدث) والذي سيتم بنائه في يناير 2011 لإستضافة مباريات بطولة كأس العالم لكرة القدم 2014 بالبرازيل.
- ويجري بناؤه في مدينة ناتال في ولاية ريو غراندي دو نورتي. الملعب ومن المقرر أن يتم بناؤه في مكان الملعب مشاداوو، والتي سيتم هدم المباني فيه عام 2011.
- هذا المشروع يحل محل المشروع القديم الذي يسمى "ملعب إستريلا دوس رييس ماجوس"و التي من شأنها أن تكون موجودة في بلدية المجاورة بارناميريم، وفي هذا المشروع الجديد، سوف تصبح قدرة الملعب الجديد 45.000 متفرج. وسيتم بناء مباني تجارية ومراكز تسوق وسيتم بناء فنادق ذا العلامة الدولية، وبحيرة اصطناعية في أرجاء الملعب.